# 滋賀県道600号近江八幡安土能登川自転車道線
滋賀県道600号近江八幡安土能登川自転車道線（しがけんどう600ごう おうみはちまんあづちのとがわじてんしゃどうせん）は、滋賀県近江八幡市鷹飼町を起点に東近江市山路町附近に至る26.6kmの一般県道である。

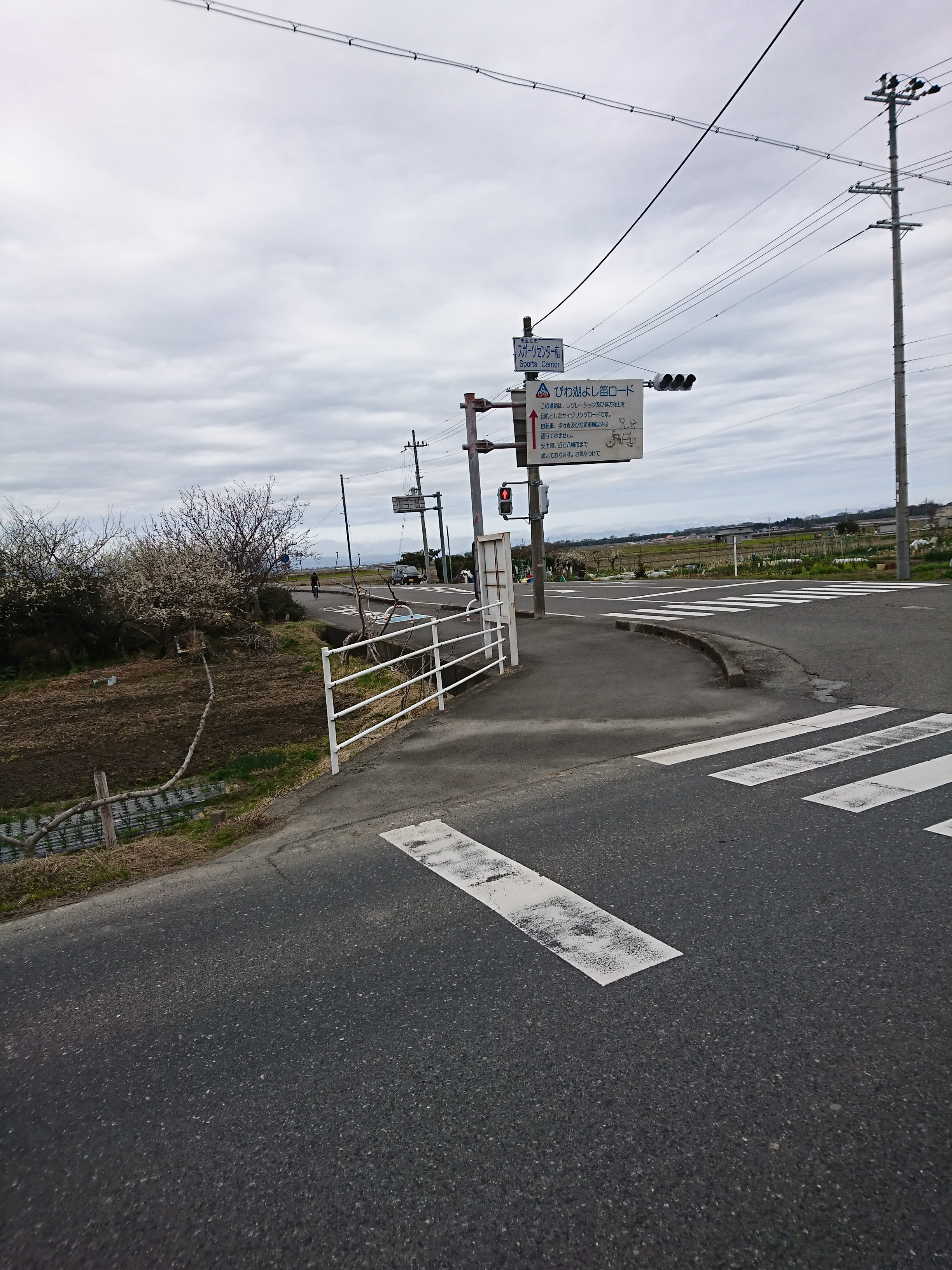
びわ湖よし笛ロードの終点

## 概要
大規模自転車道として整備され、所要時間は約3時間余。びわ湖よし笛ロードの愛称で親しまれている。車道と並走していて、カラー舗装され縁石で区画された付属の車道面との段差の無い自転車歩行者道のようになっている場所も多いが、交差部以外おおむね専用道が確保され迷わないようになっている。
湖岸白鳥川交差点から、渡合橋交差点の区間ではビワイチのコースとも並走しているが、ビワイチは滋賀県道26号の反対側を走る。

## 地理

### 通過する自治体
近江八幡市 - 東近江市

### 接続道路
- 滋賀県道48号近江八幡守山線（サンロード筋）
- 滋賀県道2号大津能登川長浜線（彦根道＝朝鮮人街道）
- 滋賀県道26号大津守山近江八幡線
- 滋賀県道2号大津能登川長浜線（彦根道＝朝鮮人街道）
- 滋賀県道199号下豊浦鷹飼線
- 滋賀県道2号大津能登川長浜線（彦根道＝朝鮮人街道）
- 滋賀県道526号伊庭円山線
- 滋賀県道52号栗見八日市線（並走）
- 滋賀県道194号柳川能登川線（並走）

### 沿線
- 西の湖
- 近江風土記の丘
- 安土城跡
- 能登川水車とカヌーランド、能登川水車資料館
- 東近江市役所 能登川支所

## その他
県内初の大規模自転車道ということもあり、開通式典には競輪選手（当時）の中野浩一が招かれた。